# 高木正幸
高木 正幸（たかぎ まさゆき、1930年（昭和5年）3月10日 - 1998年（平成10年）7月13日）は、日本のジャーナリスト、評論家。

## 人物
1953年（昭和28年）、熊本大学文学部英文学科卒業。同年、朝日新聞社入社。鹿児島支局、西部本社、東京本社社会部、首都部次長を経て、1974年（昭和49年）から東京本社編集委員。
全共闘運動の時代から学生運動に関わる記事を多数執筆し、次いで部落問題の専門記者として鳴らした。1980年（昭和55年）までは部落解放同盟の見解に共鳴し、部落解放同盟寄りの記者と見られていた。この間、シルクロード踏査隊に参加。
1982年（昭和57年）から北九州市同和対策審議会委員。1985年（昭和60年）から総務庁啓発推進指針策定委員会委員。1987年（昭和62年）、地域改善対策協議会委員。
1990年（平成2年）、朝日新聞社を退社。日本ジャーナリスト専門学校客員講師。1991年（平成3年）から帝京大学文学部社会学科教授（マスコミ論の講座を担当）。1998年（平成10年）、肝不全で死去。68歳没。
ハンガリー動乱について自著で触れる際、「ソ連軍によるハンガリー進入」と表現している。

## 部落解放同盟との関係
自由国民社発行の『現代用語の基礎知識・1978年版』に部落問題に関する記事を発表したところ、その記事の内容が部落解放同盟中央本部から問題視され、1978年（昭和53年）1月10日、大阪市の部落解放センターにて自由国民社編集部ともども糾弾を受ける。同年3月25日には東京にて2回目の糾弾を受ける。
1981年（昭和56年）3月16日、朝日新聞の「月曜ルポ」と題する記事で広島県の小学校校長が3人続いて自殺した事件を採り上げ、自殺の原因は部落解放同盟による同和教育の押し付けであると分析。このため、部落解放同盟広島県連合会委員長小森龍邦から「差別記者」と呼ばれ、広島市内で部落解放同盟から糾弾を受ける。
このために一度は反省文を書かされたものの、1981年6月、部落解放同盟の幹部を中心にした北九州土地転がし事件が発覚。これ以降、高木は部落解放同盟の腐敗に対する告発キャンペーンを朝日新聞紙上で展開。1985年（昭和60年）3月18日は「建設工事にたかる『同和』団体・暴力団連合　大阪・京都に実態を見る」の見出しで、大阪や京都の建設現場における、建設会社に対する同和団体や暴力団のたかり行為の実態を報じたが、大阪本社版ではボツ扱いとなった。
部落解放同盟から会社ぐるみの糾弾を受け、度重なる折衝を経て、1988年（昭和63年）、朝日新聞社と部落解放同盟の間に和解が成立。1989年（平成元年）には高木個人と部落解放同盟との関係修復も成立した。これ以降、朝日新聞社は部落解放同盟に全面屈服することになったといわれる。

## 著書
- 『全学連と全共闘』講談社〈講談社現代新書(771)〉、1985年4月1日。ISBN 9784061457713。
- 『同和問題と同和団体』土曜美術社、1986年6月1日。ISBN 9784886251367。
- 『差別用語の基礎知識―何が差別語・差別表現か?』土曜美術社、1988年8月1日。ISBN 9784886251756。
- 『新左翼三十年史』土曜美術社、1988年11月1日。ISBN 9784886251770。
- 『右翼―活動と団体』土曜美術社、1989年1月1日。ISBN 9784886252067。
- 『世界のテロ・ゲリラ―その組織と活動全資料』土曜美術社、1989年5月1日。ISBN 9784886251879。
- 『新・同和問題と同和団体』土曜美術社、1990年。ISBN 9784886251503。
- 『企業脅威集団―ヤクザ・アウトローの現状』土曜美術社出版販売、1995年5月1日。ISBN 9784812005415。